# Chora Sfakion
Chora Sfakion ou  Hóra Sfakion ou Chora Sphakion (em grego: Χώρα Σφακίων; romaniz.: Chṓra Sphakíōn) é uma pequena aldeia na costa sul da ilha de Creta, Grécia, que é a capital da unidade municipal homónima e do município de Sfakiá da unidade regional de Chania. Em 2011 tinha 212 habitantes.
Situa-se junta à beira do mar da Líbia, junto à garganta de Imbros, 72 km a sudeste de Chania, 64 km a sudoeste de Retimno, 37 km a sul de Vrissés e 13 km a oeste de Frangocastelo (distâncias por estrada). Tem dois portos, onde desembarcam os caminhantes que percorrem a pé a garganta de Samariá e vêm de barco desde Agia Ruméli, para apanharem os autocarros de volta para a costa norte de Creta. Há também ligações de ferryboats com a aldeia costeira vizinha de Loutro e com a ilha de Gavdos.
Junto à povoação e nas suas imediações há várias pequenas praias de seixos, que atraem alguns turistas que usam os pequenos hotéis, apartamentos turísticos, restaurantes (tavernas) e cafés (kafenio) da aldeia. A economia local baseia-se no turismo, pesca, produção de azeite e criação de ovelhas e cabras.[carece de fontes?]
Chora Sfakion foi próspera durante os períodos veneziano e otomano e até ao século XVIII era um centro de comércio florescente, que tinha a sua própria pequena frota mercante.[carece de fontes?] Diz-se que outrora teve mais de cem igrejas em Chora Sfakion, das quais restam muito poucas. Muitas delas foram bombardeadas pelos alemães durante a batalha de Creta e a evacuação das tropas ANZAC que se seguiu, que ocorreu na baía a oriente de Chora Sfakion. Essa evacuação, que deixou em terra quase tantos homens como os que foram evacuados, contou com a colaboração ativa dos locais, que depois ajudaram os soldados que ficaram em terra a escapar aos alemães, o que em muitos casos lhes custou a vida, pois as represálias dos alemães passaram por fuzilamentos em massa e destruição de casas.
A aldeia é célebre como um dos centros de resistência contra os ocupantes, desde os venezianos (séculos XIII a XVII), como contra os otomanos (séculos XVII a XIX) e por fim contra os alemães. As impenetráveis Montanhas Brancas (Lefká Óri) a norte e a costa rochosa a sul ajudaram os locais a lutar contra todos os invasores — a região de Sfakiá raramente foi completamente controlada por qualquer dos invasores e até ao fim do século XX permaneceu uma região isolada sobre a qual as autoridades tinham muito pouco controlo efetivo.